# August Kohrs
August Heinrich Rudolph Kohrs (* 11. August 1808 in St. Georgsberg, heute Ortsteil von Ratzeburg; † 30. Juli 1884 in Hamburg) war ein deutscher evangelisch-lutherischer Geistlicher und Abgeordneter.

## Leben
August Kohrs war ein Sohn des Amtsschreibers in St. Georgsberg Johann Kohrs. Nach dem Studium der Evangelischen Theologie erhielt er um 1839 seine erste Stelle als Adjunkt an der Marienkirche in Sandesneben. 1852 wurde er zum Pastor in Hohenhorn berufen. 1855 kam es hier zu einem Skandal, als ein in seinem Hause beschäftigtes Dienstmädchen ihn beschuldigte, der Vater ihres Kindes zu sein. Auf ihre Klage hin wurde er vom Amt suspendiert. Nachdem ihn das Lauenburgische Hofgericht zu Ratzeburg freigesprochen hatte, verklagte Kohrs die Hamburger Zeitung Reform, die die Vorwürfe öffentlich gemacht hatte, wegen Verleumdung. Das Hamburger Niedergericht verurteilte den Redakteur der Zeitung, der den Verfasser des Berichts nicht nennen wollte, zu einer Zahlung von 1000 Courantmark. Dieses Urteil wurde vom Hamburger Obergericht bestätigt, was Johann Gustav Gallois zu seiner polemischen Schrift Proben hamburgischer Rechtspflege bewog. Die kirchenaufsichtliche disziplinarische Untersuchung gegen Pastor Kohrs aus Hohenhorn wegen seines Verhaltens als Prediger und Seelsorger zog sich noch bis 1859 hin. Am Ende konnte Kohrs nicht in Hohenhorn bleiben und zog nach Hamburg-Eppendorf. 
Seit 1839 war er verheiratet mit Johanna, geb. Siedenburg, einer Tochter des Hamburger Arztes August Bernhard Siedenburg (1780–1836).

## Abgeordneter
Bei den ersten allgemeinen Wahlen im März/April 1849 wurde Kohrs im 5. Wahldistrikt, der neben Sandesneben das Gericht Bliesdorf und Grinau, Gericht Kastorp, Dorf Siebenbäumen, Dorf Schürensöhlen, Dorf Boden, Dorf Stubben, Dorf Groß Klinkrade, Dorf Klein Klinkrade, Dorf Bergrade, Dorf Niendorf (Amt Ratzeburg), Dorf Duvensee, Dorf Lüchau und Dorf Labenz umfasste, zum Abgeordneten der Lauenburgischen Landesversammlung gewählt. Die Landesversammlung war das kurzlebige Parlament des Herzogtums Lauenburg innerhalb des Dänischen Gesamtstaates mit Sitz in Ratzeburg. Es vertagte sich im November 1851 und wurde 1853 durch das Landesherrliche Patent vom 20. Dezember 1853 betreffend die innere Verfassung des Herzogtums Lauenburg aufgehoben, das den Sieg der Reaktion festschrieb.

## Schriften
- Vernehmlassung auf die Gallois'schen Proben hamburgischer Rechtspflege, Heft 1. Hamburg 1857